# 阮福綿寅
阮福綿寅（越南语：／，1829年4月18日—1885年3月9日），越南阮朝明命帝第四十五子，生母貴人杜氏心。

## 生平
明命十年三月十五日（1829年4月18日），阮福綿寅在順化皇城出生。年少驕橫，屢次違反家法，受到明命帝切責。明命二十一年（1840年）四月，受封為鎮靖郡公（越南语：／）。出府之後，四處遊玩，紹治帝聽說後，不允許他上朝趨拜，等到他悔悟之後，才准他上朝。紹治七年（1847年），阮福綿寅因為行止有虧，降為畿內侯。嗣德七年（1854年），開復原爵。嗣德二十八年（1875年），法國使者覲見，阮福綿寅有失儀態，罰俸一年。同年秋饗，嗣德帝命他代為祭祀，他卻穿著白衣，遭禮部糾舉，降為鎮靖亭侯。嗣德三十一年（1878年），適逢嗣德帝五十大壽，加恩開復為郡公原爵。咸宜元年正月二十三日（1885年3月9日），阮福綿寅去世，壽五十七歲，賜諡恭亮。葬於承天府香水縣居正總楊春社，在香茶縣富春總春陽社建祠祭祀。

## 家庭

### 妻妾
- 莊惠淑人黃氏
- 府妾陳氏條

### 子女
阮福綿寅有15子9女。後裔按御賜羽字部起名。
- 四子阮福洪翰，母莊惠淑人黃氏，襲封畿外侯，歷任兵部參知，廣治巡撫。
- 子阮福洪䎇，母莊惠淑人黃氏。
- 子阮福洪翡，母莊惠淑人黃氏。